# Džanádéš 2007

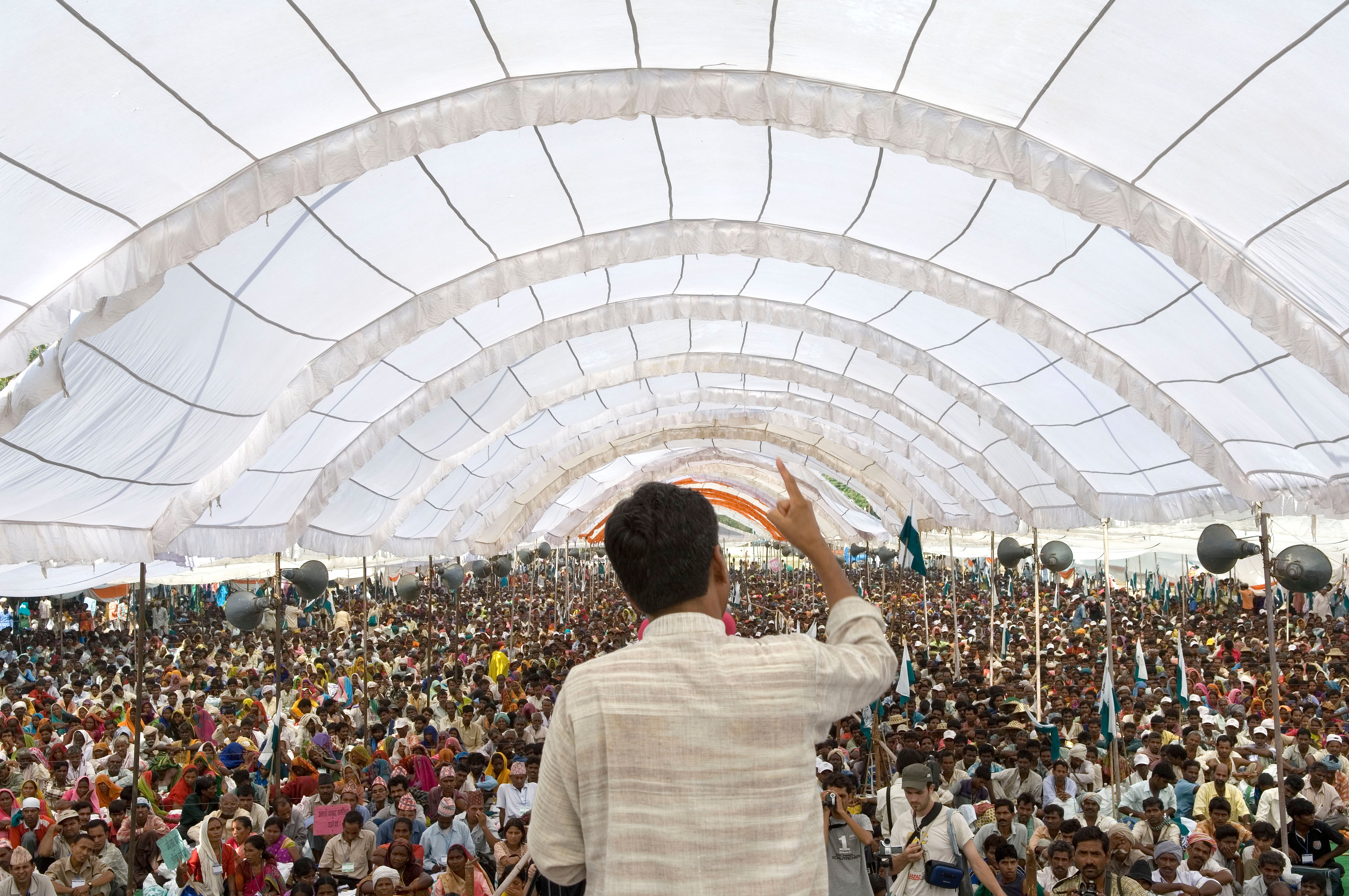
Rádžagópál mluví k tisícům shromážděným účastníků Džanádéše na konci pochodu v Dillí

Džanádeš 2007 (anglicky Janadesh 2007, hindsky जनादेश, česky: Lidský hlas) byla kampaň pochodů (padajátra) završená masovým pochodem do Dillí, kterou uspořádalo jako poklidný protest proti chudobě venkovských oblastí Indie hnutí Ekta Parišád v čele se svým vůdcem Rádžagópálem.
Akce začala v roce 2005 a vyvrcholila v říjnu 2007 350 km pochodem, jehož se zúčastnilo na 25 tisíc lidí, zejména bezzemků Adivasi a tzv. Nedotknutelných.
Podle hnutí Ekta Parišád přispívá k chudobě venkova v Indie zejména nejistota v oblasti pozemkového práva. Indická vláda by měla podniknout zásadní pozemkové reformy zaměřené zejména na chudinu.

## Okolnosti
Chudoba indického venkova je zásadní problém. Počet lidí pod hranicí chudoby je v Indii kolem 300 milionů. Ve venkovských oblastech se týká až 22 % lidí. Nejchudší oblasti vytvářejí pás zasahující od státu Gudžarát po Západní Bengálsko.
Nejvýznamnějšími faktory podporujícími chudinu je negramotnost, nedostatek investičních prostředků i nepříznivé klimatické podmínky. Problémy nadále způsobuje i přetrvávající kastovní systém.
Situaci ještě komplikuje zabírání půdy pro výstavbu průmyslových nebo obchodních komplexů. Zástupci chudých kmenů bývají odškodňováni finanční pomocí, která ale nenahradí škodu spáchanou zabráním půdy pro jejich výživu.

## Průběh
Rádžagópál získal podporu desítek tisíc lidí, zejména žen, v deseti indických státech. Sám pak v říjnu 2007 vedl pochod 25 tisíc lidí z Gwalioru do Dillí. Mezi účastníky pochodu byli zejména chudí venkované a rolníci, zúčastnili se ale také mnozí zejména gándhíovští aktivisté a poslanci a další politici z Komunistické strany Indie a jiných levicových uskupení.
Na shromáždění v Dillí Rádžagópál zdůraznil, že pokud se vláda nerozhodne zakročit a pomoci hladovějícím rolníkům, počet obětí může rychle růst. Kritické je masové zabírání půdy v ekonomickém zájmu.
Pochod nepřežilo sedm lidí, tři kvůli nehodám a čtyři na vyčerpání.

## Požadavky a důsledky
Kampaň měla tři hlavní požadavky:
- Založení národního pozemkového úřadu, který by dohlížel na využití půdy v Indii;
- Založení soudů, které by ve zkráceném jednání rozhodly minulé i budoucí spory o půdu;
- Zjednodušení systému úřadů pro farmáře tak, aby mohli všechny úřední záležitosti týkající se půdy řešit na jednom místě.

Premiér Manmóhan Singh a ministr pro rozvoj venkova přijali požadavky a založili Národní pozemkovou komisi v čele s premiérem, jejímž členem se stal i Rádžagópál. Zprávu komise ale vláda nepřijala. Rádžagópál tak předpokládá, že podnikne v roce 2012 ještě větší pochod nazvaný Džan Satjágraha, jehož by se mohlo zúčastnit až 100 tisíc lidí.